# Gyranusoidea advena
Gyranusoidea advena är en stekelart som beskrevs av John Wyman Beardsley 1969.
Gyranusoidea advena ingår i släktet Gyranusoidea och familjen sköldlussteklar. Inga underarter finns listade i Catalogue of Life.